# 에이드리언 윌킨슨

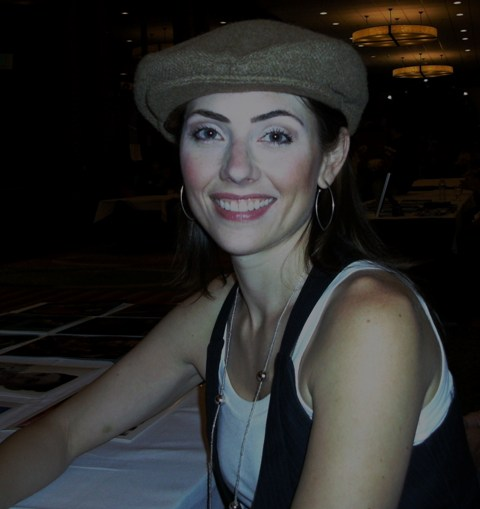

에이드리언 윌킨슨(Adrienne Wilkinson, 1977년 9월 1일 ~ )는 미국의 배우, 텔레비전 배우, 영화배우이다.

## 영화
- 노빌리티 (2015년)
- 레이즈: 데스매치 (2013년)
- 리플렉션 (2008년)
- 스콜피온 퀸 (1995년) - 리비아/이브 역